# Immeuble au 9, rue Kervégan de Nantes
L'immeuble au no 9 de la rue Kervégan, bâti au XVIIIe siècle, est situé dans le quartier de l'île Feydeau à Nantes, en France. Il forme une cour intérieure avec l'immeuble au no 8 du quai Turenne. Il a été inscrit au titre des monuments historiques en 1984.

## Historique
Lors du lotissement de l'île Feydeau, acté le 17 décembre 1733, la parcelle située à l'actuel no 9 de la rue Kervégan correspond au lot no 2. Celui-ci est mis à prix pour 14 000 livres, et adjugé pour 14 600 livres à Jacques Berrouette, avocat du roi de la Monnaie et négociant. Celui-ci est un des rares actionnaires d'origine à faire édifier un bâtiment sur la parcelle qu'il a acquise. Cette construction est entreprise en 1752, et achevée en 1753,. Formant un seul bâtiment avec la partie donnant sur le quai Turenne, il en est séparé en 1933, la cour restant commune.
Le bâtiment est inscrit au titre des monuments historiques par arrêté du 5 décembre 1984.